# Takuya Aoki
Takuya Aoki (青木 拓矢?, Aoki Takuya; Takasaki, 16 settembre 1989) è un ex calciatore giapponese, di ruolo centrocampista.

## Palmarès

### Club

#### Competizioni nazionali
- Coppa J. League: 1

Urawa Reds: 2016
- Coppa dell'Imperatore: 1

Urawa Reds: 2018

#### Competizioni internazionali
- Coppa Suruga Bank: 1

Urawa Reds: 2017
- AFC Champions League: 1

Urawa Reds: 2017